# Ixodiphagus hookeri
Ixodiphagus hookeri är en stekelart som först beskrevs av Howard 1908.  Ixodiphagus hookeri ingår i släktet Ixodiphagus och familjen sköldlussteklar. Inga underarter finns listade i Catalogue of Life.